# Simmer 2000

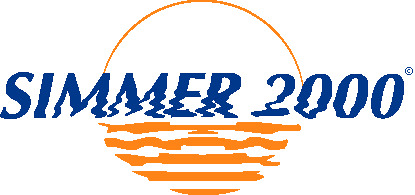

Simmer 2000 (simmer is Fries voor zomer) was een evenement in de zomer van 2000 waarin Friezen die inmiddels buiten Friesland woonden werden uitgenodigd om naar it heitelân (het vaderland) terug te keren voor een reünie.
Tijdens Simmer 2000 waren er door de gehele provincie activiteiten georganiseerd zoals talloze lokale festiviteiten, van boerenpaardenraces en blijspelen tot reünies, kerkdiensten en foto-exposities. 'Friezen om útens' (Friezen van buiten) keerden tijdens Simmer 2000 terug naar Friesland. Evenementen waren bijvoorbeeld de Slachtemarathon over de Slachtedijk en een expositie in de buitenlucht van door de hele provincie opgestelde kunstkoeien. Ook waren er verschillende voorstellingen en muziekoptredens.
Piter Wilkens schreef in deze periode zijn nummer 'It paad werom' (De weg terug) en Boukje Wytsma en Anne Oosterhaven schreven voor het project het nummer 'Simmer 2000 lied'.
De organisatie van het vijfjaarlijkse Frysk Festival organiseerde in ditzelfde kader 'Orfeo Aqua' van Tryater-regisseur Jos Thie. Deze opera van Gluck vond bij zonsopgang plaats aan het meer de Bombrekken bij Workum.  